# Phyllonorycter issikii
The Lime leaf miner (Phyllonorycter issikii) là một loài bướm đêm thuộc họ Gracillariidae. Nó là loài bản địa của Nhật Bản, Hàn Quốc và miền đông Nga, but was có thể introduced to miền đông châu Âu around 1970. It is now widespread in Cộng hòa Séc và Slovakia và is expanding its range in Hungary và Đức. Nó cũng được tìm thấy ở the Baltic States và also the Benelux năm 2009.

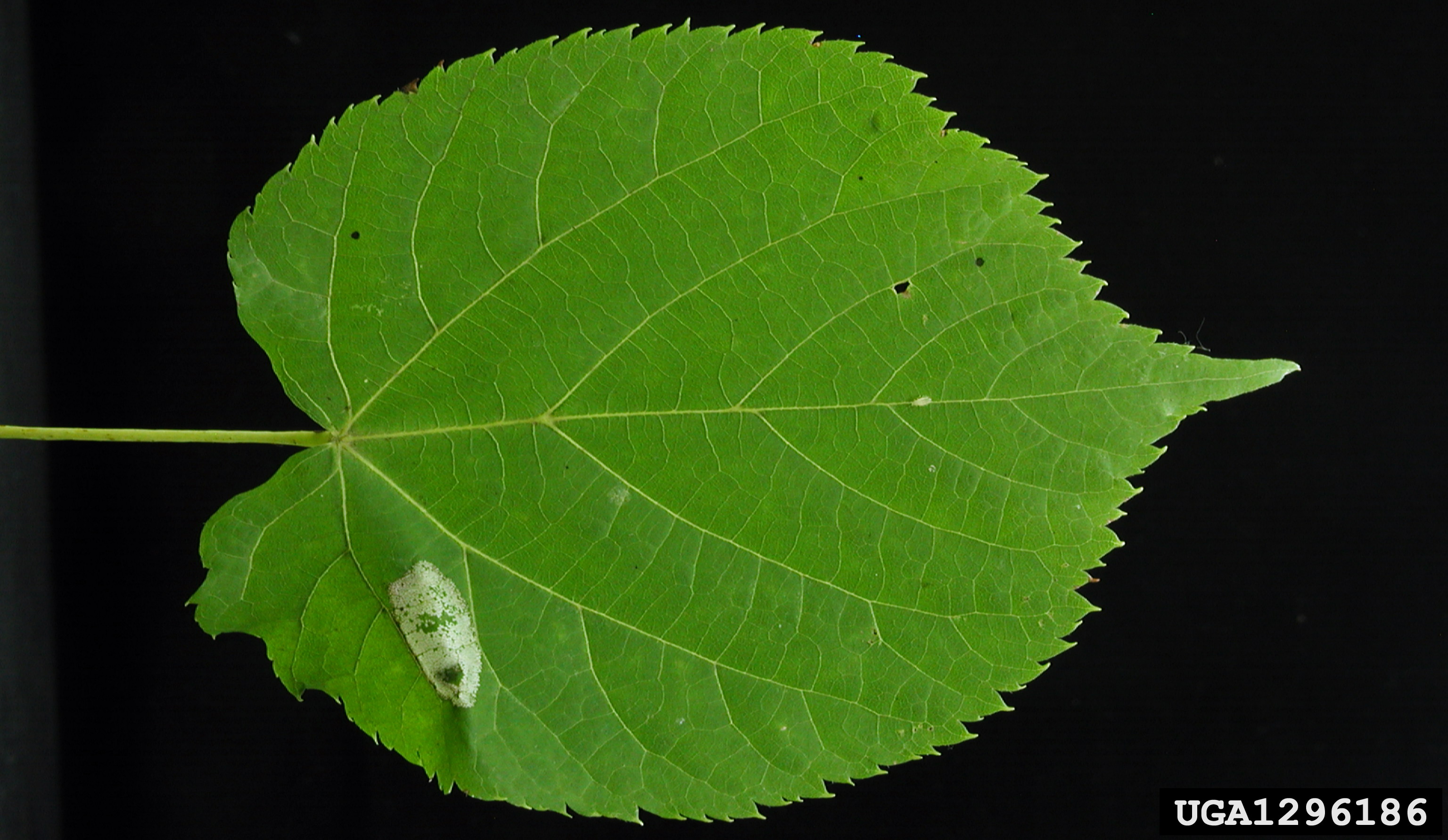
Damage

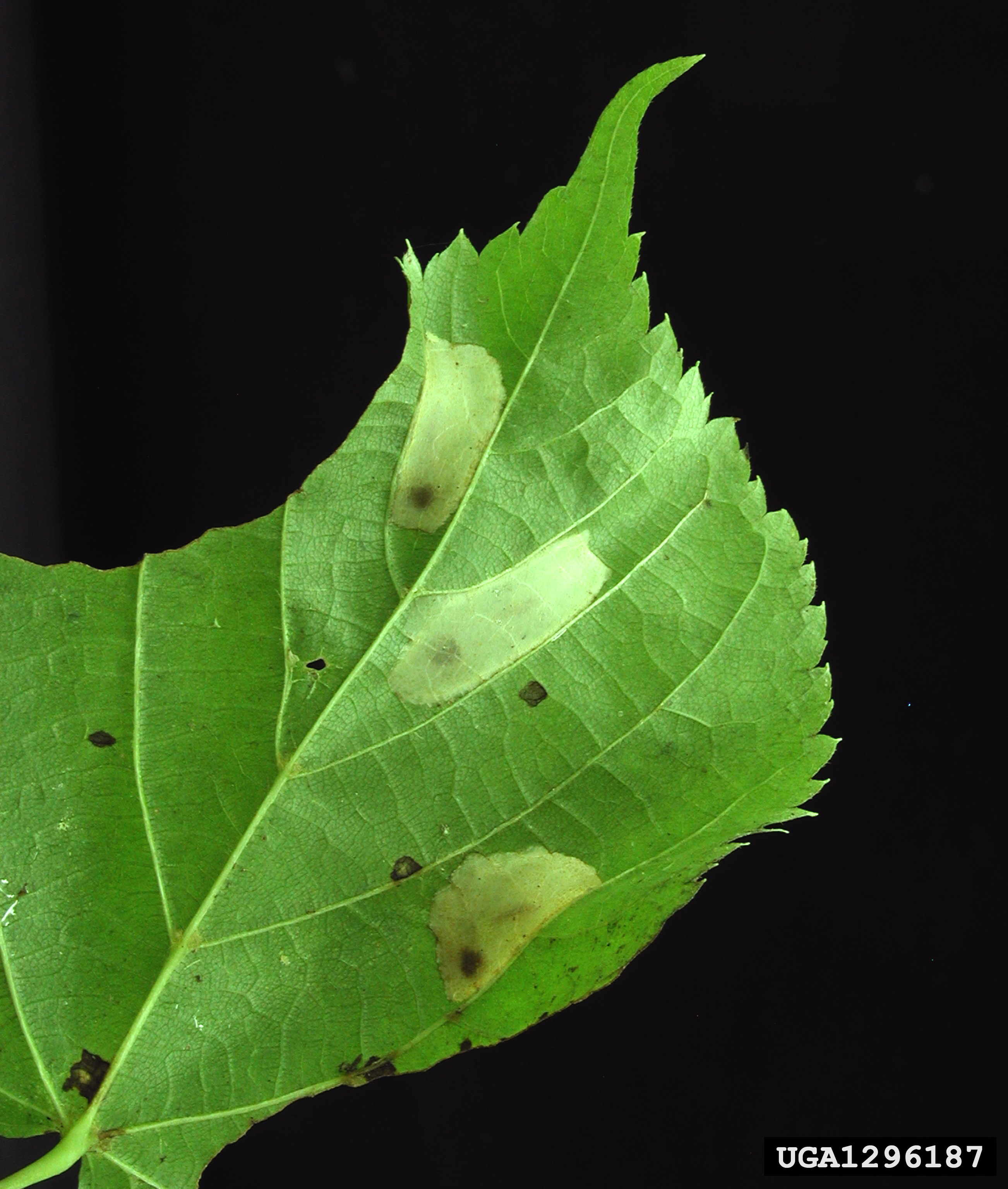
Damage

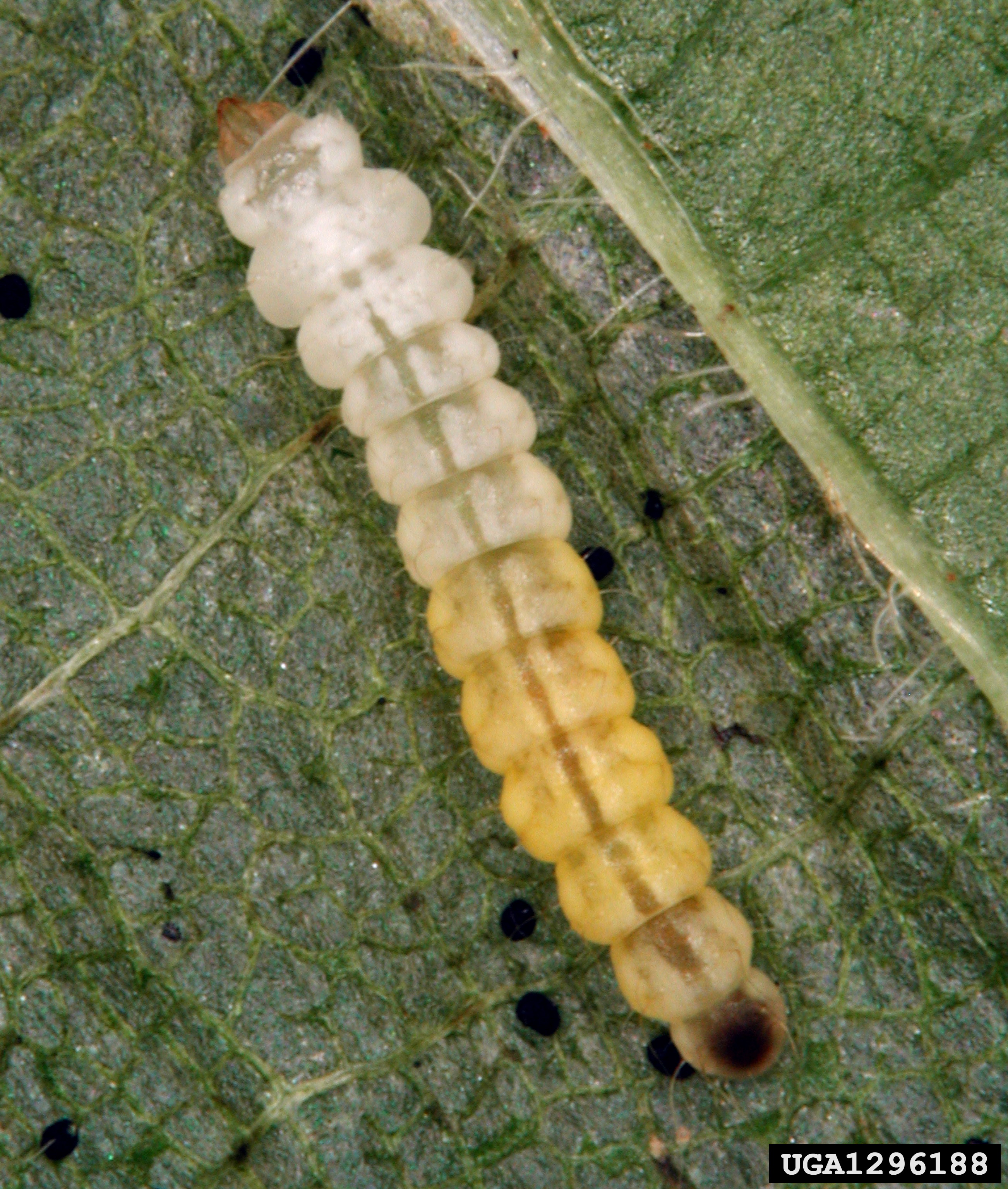
Larva

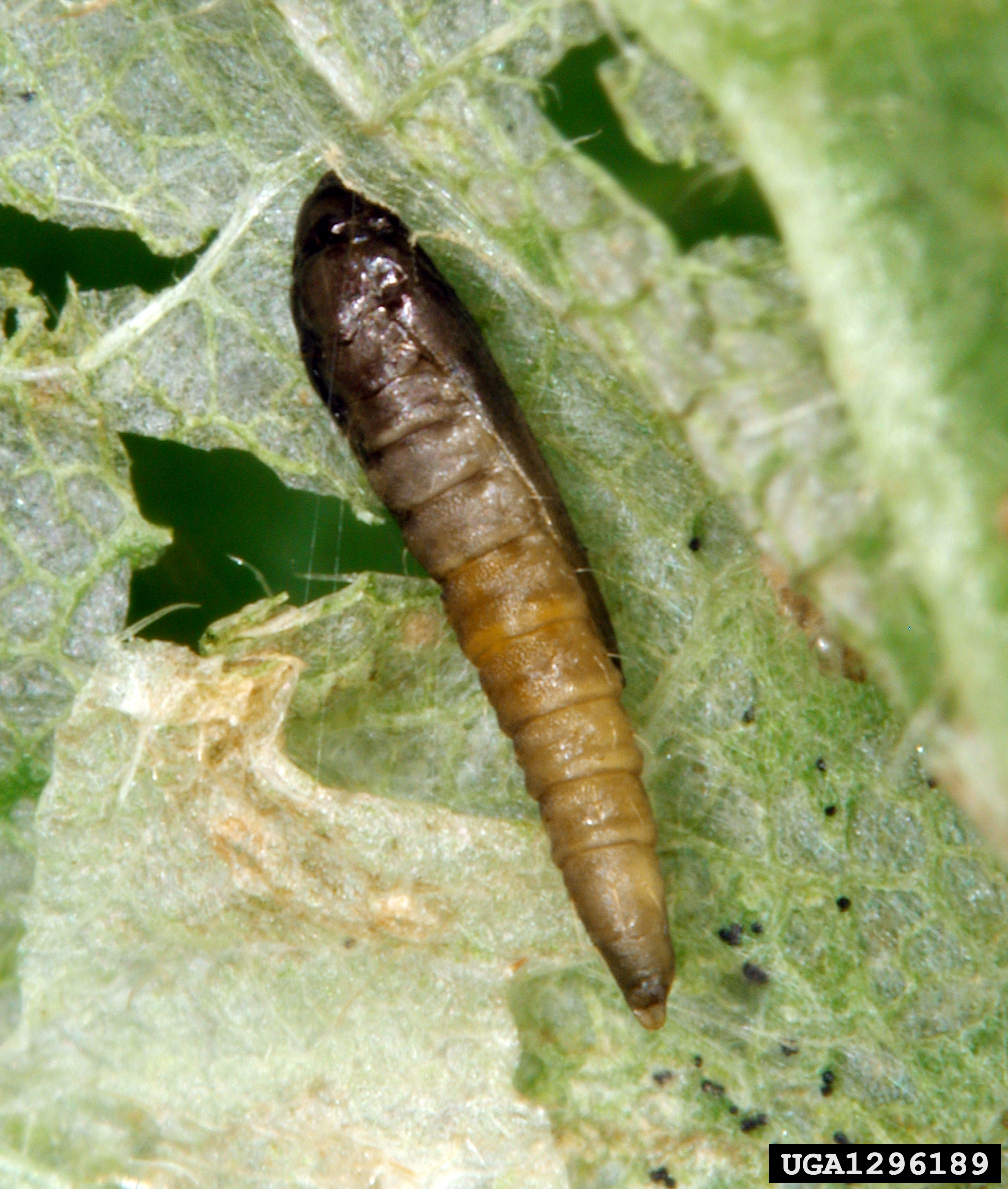
Pupa

Sải cánh dài 7-7.5 mm. Con trưởng thành bay từ the end of tháng 6 đến giữa tháng 7 và from the end of tháng 7 to the end of tháng 8 làm hai đợt.
Ấu trùng ăn Tilia americana, Tilia cordata và Tilia platyphyllos. Chúng ăn lá nơi chúng làm tổ. They create a lower-surface, somewhat contracted tentiform mine. There are often several mines in a single leaf. The frass is concentrated in a corner of the mine, recognisable from above as a black patch.